# Пори
Пори (рос. поры, англ. pores, нім. Poren f pl) —

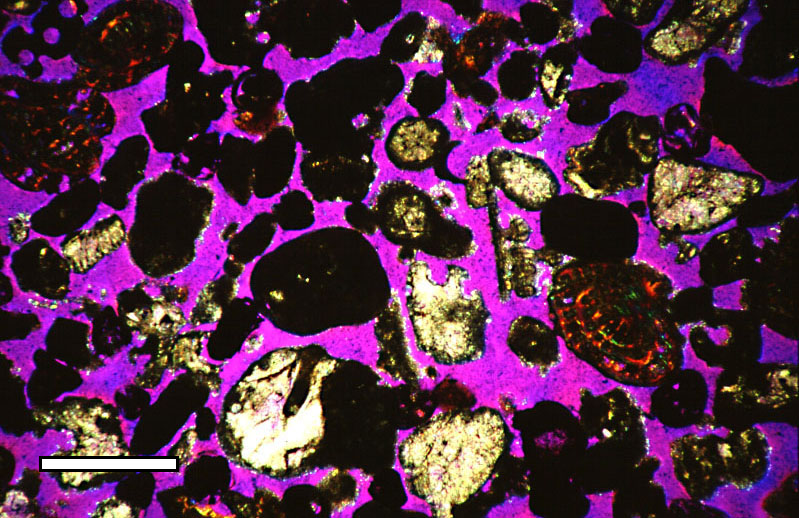
Пористість порід — мікроскопічний метод визначення.

1. Найдрібніші отвори в мінеральній речовині, різних адсорбентах. Розрізняють супермікропори (еквівалентний радіус яких не перевищує 0,7 нм.), мікропори (0,7—1,5 нм), мезопори (1,5—100 нм), макропори (понад 100 нм[1]). За іншою класифікацією пори поділяють на субкапілярні (діаметр яких не перевищує 0,2 мкм), капілярні (0,2—100 мкм) та надкапілярні (понад 100 мкм). Окремо виділяють такі пустоти, як тріщини та каверни. За походженням пори в гірських породах поділяють та первинні (зародилися при утворенні порід) та вторинні (з'явилися внаслідок процесів метаморфізму, вилуговування, перекристалізації та ін.). За формою пори бувають пухирчасті, каналоподібні, щілинні та ін.
2. Порожнини між часточками якої-небудь речовини, гірської породи, матеріалу тощо.

## Різновиди пор
- Міжгранулярні, або міжзернові пори — найпоширеніший, особливо в теригенних колекторах, вид порожнин — малі порожнини (субкапілярні, капілярні, надкапілярні) сингенетичного походження, які розташовані між зернами і частинками породи.
- Надкапілярні — пори діаметром понад 0.5 мм, рух рідини і газу в яких проходить вільно (під дією гравітаційних сил або напору витіснювального агента).
- Пори розчинення
- Субкапілярні пори — порові канали, розмір яких не перевищує 0.2 мкм, в яких рідини настільки утримуються силою притягання стінками каналів, що за природних умов майже не здатні переміщатися в них суцільною масою.

## Дотичні поняття
- Порова вода (рос. поровая вода, англ. interstitial water, void water, нім. Porenwasser n) — вода, яка міститься в порах гірських порід.
- Поровий лід
- Порові колектори